# Lina Johansson
Lina Johansson (Malmö, 26 september 1988) is een Zweedse kunstschaatsster.
Johansson is actief als individuele kunstschaatsster en wordt gecoacht door Ela Magnusson. 
| records             | punten | datum      | toernooi |
| ------------------- | ------ | ---------- | -------- |
| Hoogste totaalscore | 126.55 | 19-03-2005 | WK 2005  |
| Hoogste korte kür   | 44.51  | 18-03-2005 | WK 2005  |
| Hoogste lange kür   | 82.04  | 19-03-2005 | WK 2005  |

## Belangrijke resultaten
| Kampioenschap           | 2003 | 2004 | 2005 | 2006 | 2007   | 2008 |
| ----------------------- | ---- | ---- | ---- | ---- | ------ | ---- |
| Wereldkampioenschap     |      |      | 19e  |      | 26e    |      |
| Europees Kampioenschap  |      |      | 17e  | 24e  | 14e    |      |
| Nationaal Kampioenschap | *    |      | Goud |      | Zilver |      |
| WK junioren             | 8e   | 7e   |      |      |        |      |

* Junioren